# Callilepis rajasthanica
Callilepis rajasthanica är en spindelart som beskrevs av Benoy Krishna Tikader och Gajbe 1977. Callilepis rajasthanica ingår i släktet Callilepis och familjen plattbuksspindlar. Inga underarter finns listade.